# 名作ドラマシリーズ
『名作ドラマシリーズ』（めいさくドラマシリーズ）は、1976年4月から1980年9月までフジテレビが毎週土曜 13:00 - 14:00 （日本標準時）に編成していたテレビドラマ再放送枠である。

## 概要
この時間帯（土曜 13:00 - 13:30）に放送されていた情報番組『土曜ですこんにちは』の放送時間繰り上げに伴い、それまで土曜12時台に編成されていた再放送枠が移動して誕生した枠。放送作品は大半が現代劇であった。
1980年秋の改編で単発特別番組枠『サタデーイベントアワー』を設置ため、4年半の幕を下ろした。フジテレビ土曜13時台でのドラマの再放送は、1982年に『サタデーイベントアワー』を一旦中断した上で行われた『北の国から』の再放送まで中断する。

## 放送作品一覧
参考：『タイムテーブルからみたフジテレビ50年史』フジテレビ編成制作局、2009年、70 - 86頁。

### 1976年
- こんまい女 - 土曜12時台から1時間繰り下げ。
- おやじの嫁さん
- 赤福のれん

### 1977年
- 逢えるかも知れない
- 女の旅

### 1978年
- 女の足音
- 女の河

### 1979年
- 白い巨塔（田宮二郎主演版）
- 火の軌跡

### 1980年
- 女の家庭